# فرانكفورت (أودر)
فرانكفورت على أودر (بالألمانية: Frankfurt an der Oder) هي بلدة حدودية في براندنبورغ، ألمانيا بالقرب من بولندا، تقع على ضفاف نهر أودر.
انخفض عدد سكانها من 70,000 في عام 2002 إلى 60,000 في عام 2010.

## توأمة
لفرانكفورت (أودر) اتفاقيات توأمة مع كل من:
- غورجوف ويلكوبولسكي (1975 - )
- سلوبيش منذ (1975 - )
- نيم (1976 - )
- فانتا (1987 - )
- هايلبرون (1988 - )
- فيتيبسك (1991 - )
- Kadima-Zoran [الإنجليزية]‏ منذ (1997 - )
- يوما (1997 - )
- فراتسا (2009 - )
- تيخوانا
- Słubice County [الإنجليزية]‏
- سكانديتشي

## صور

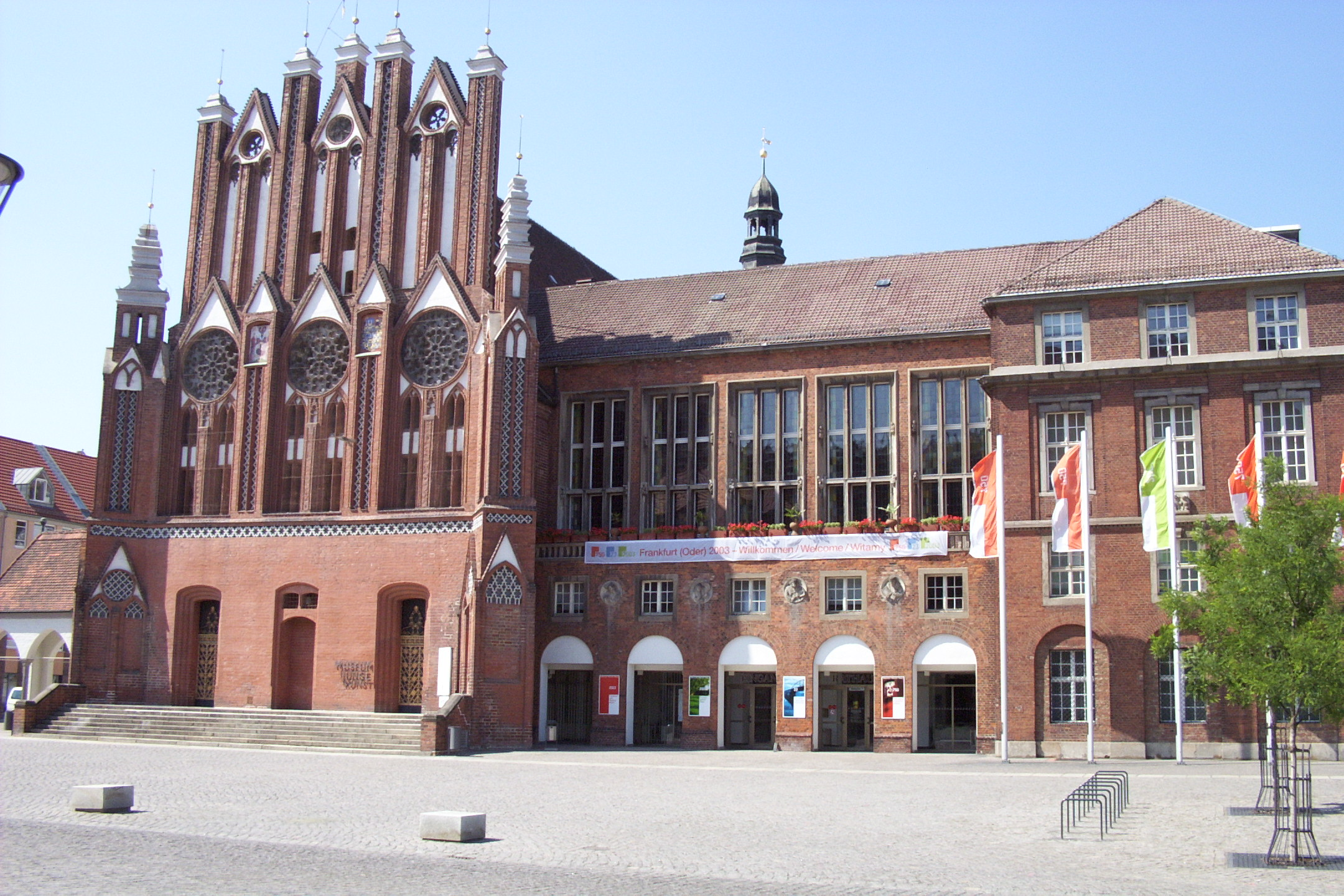
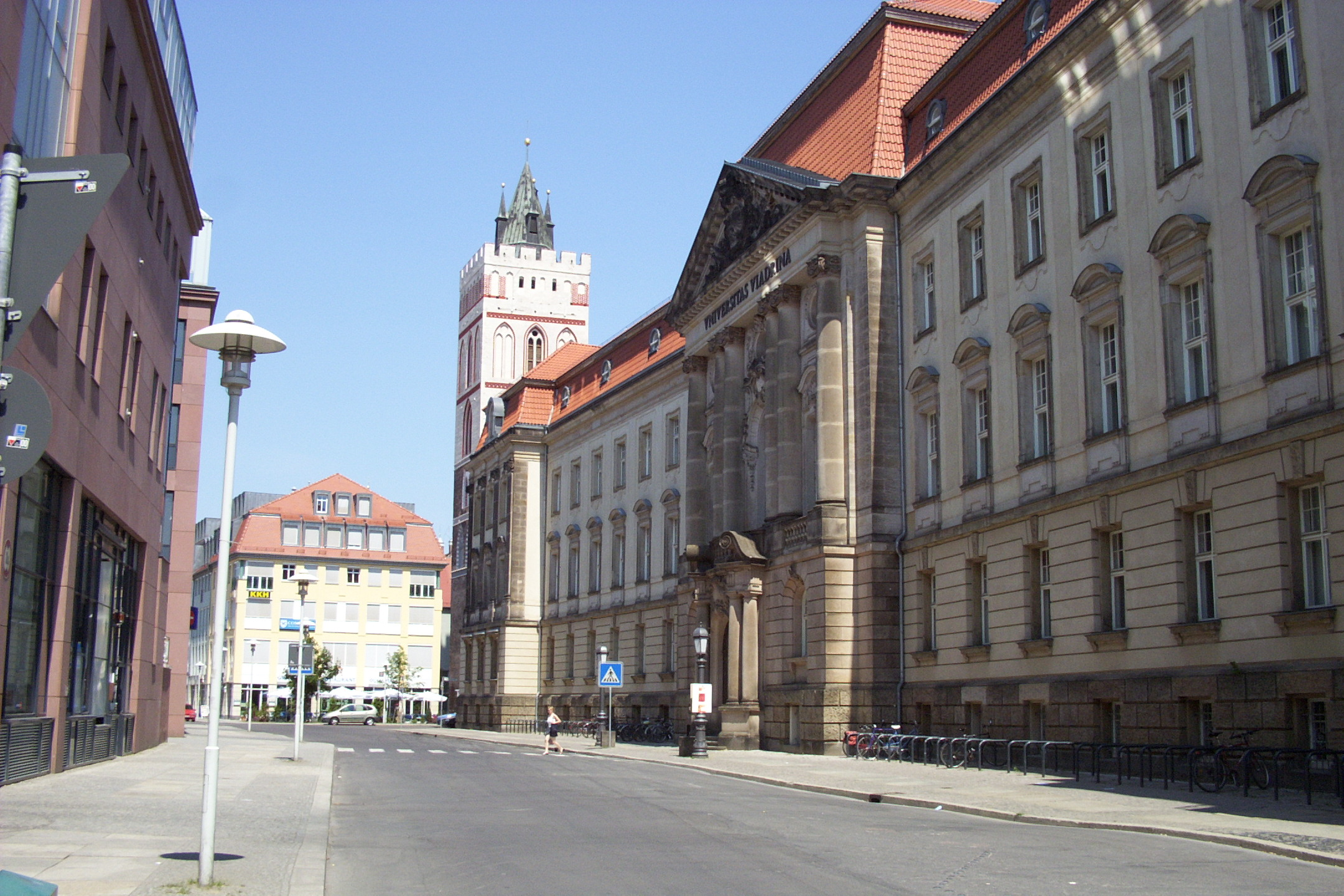
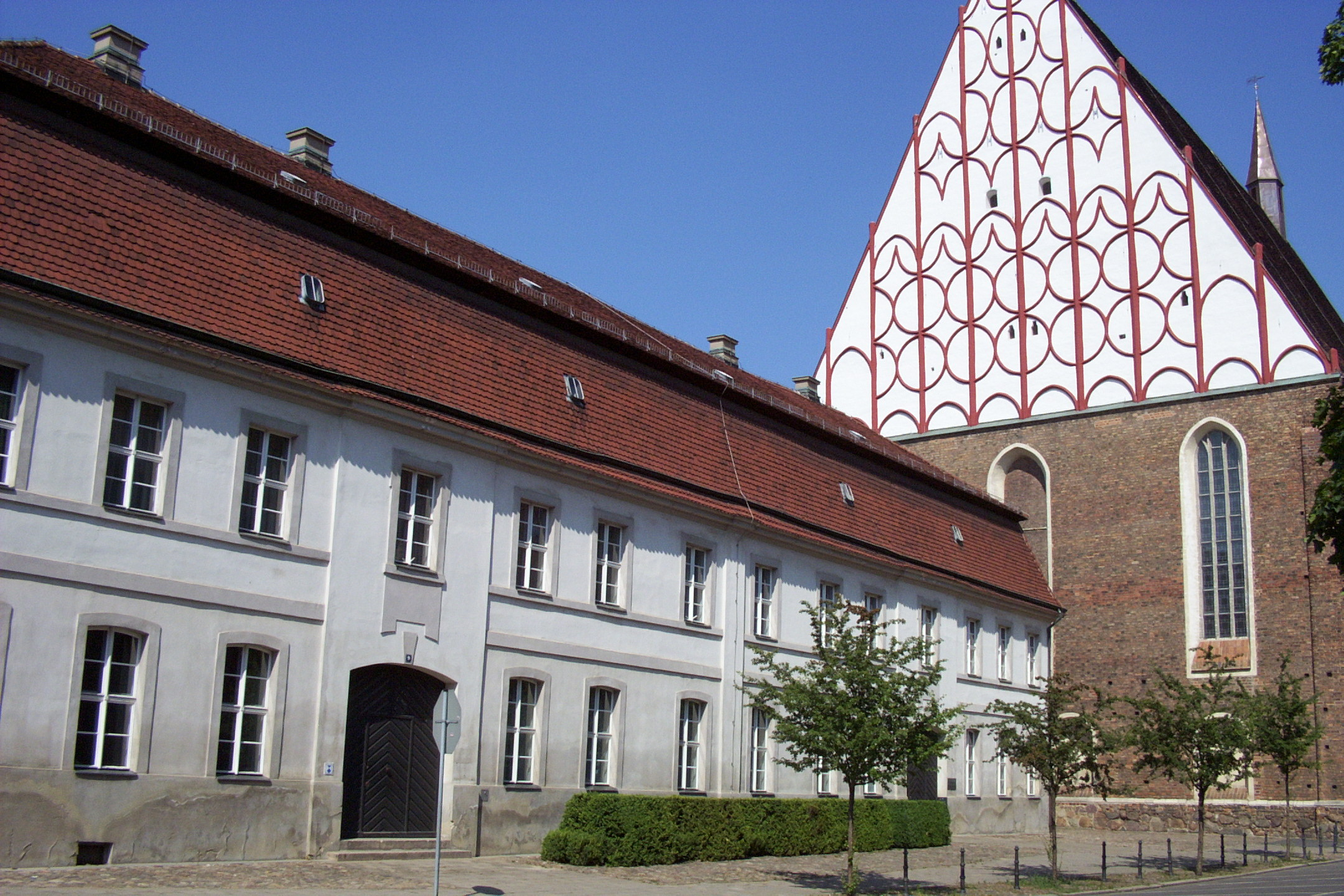
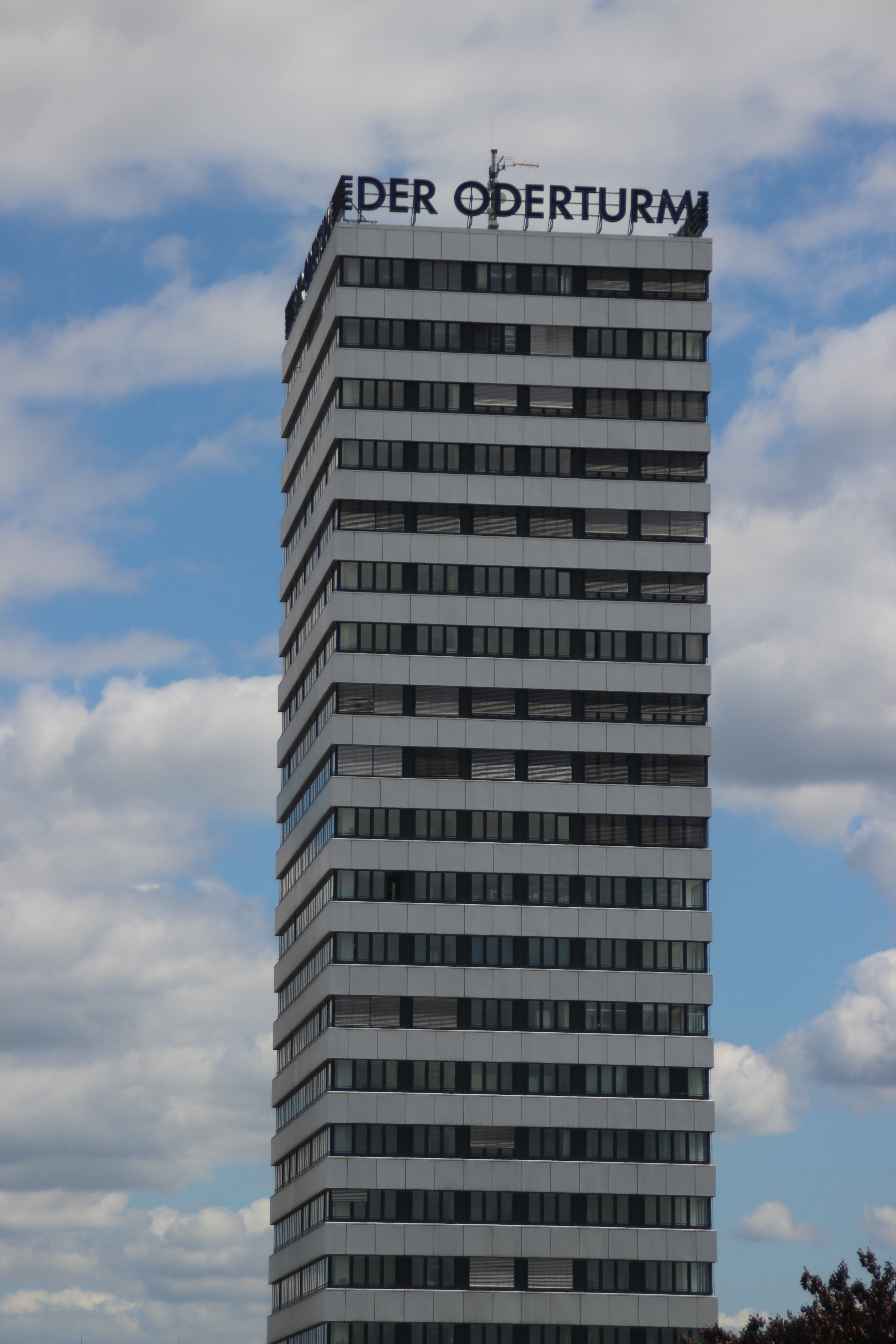
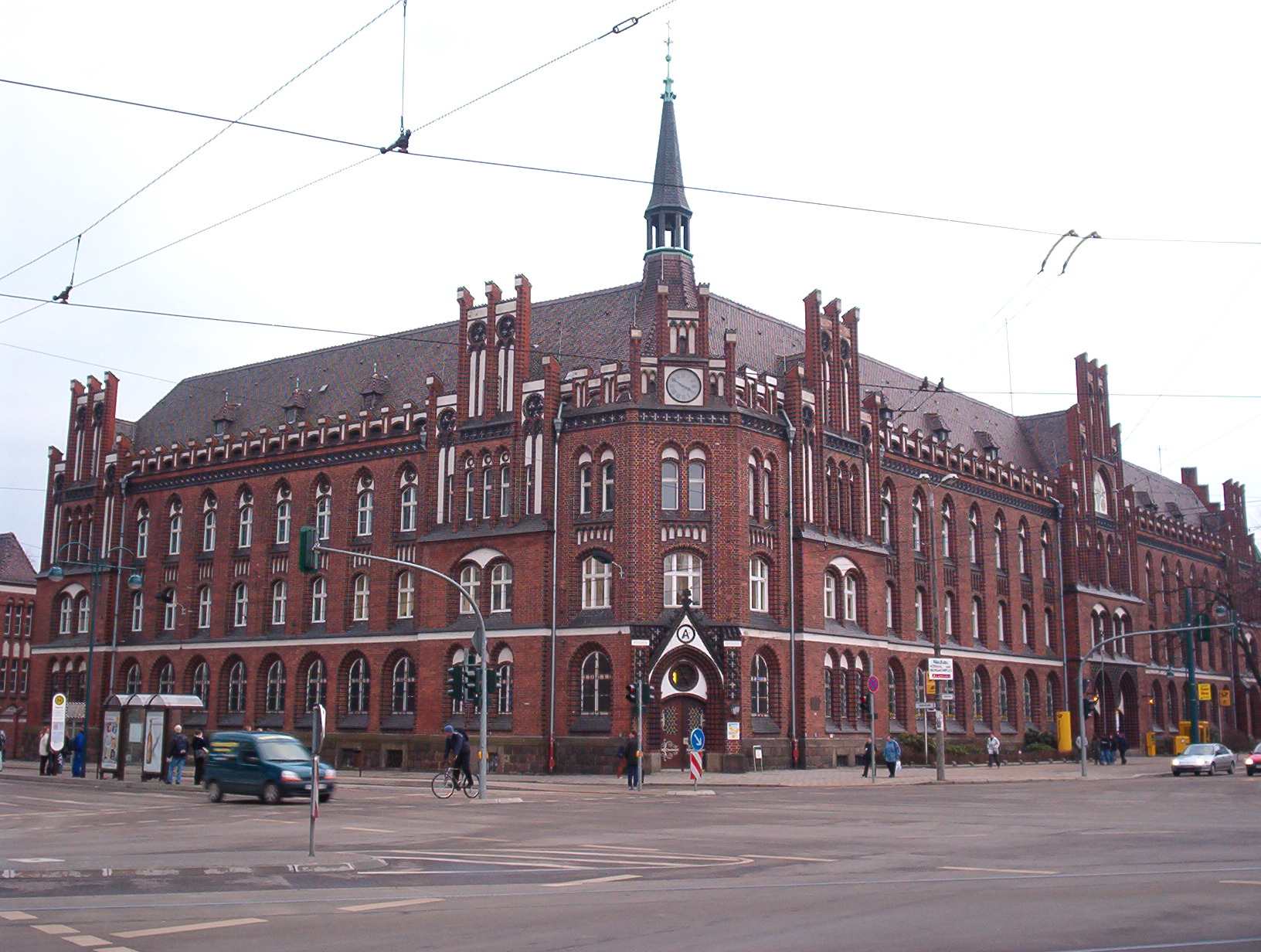
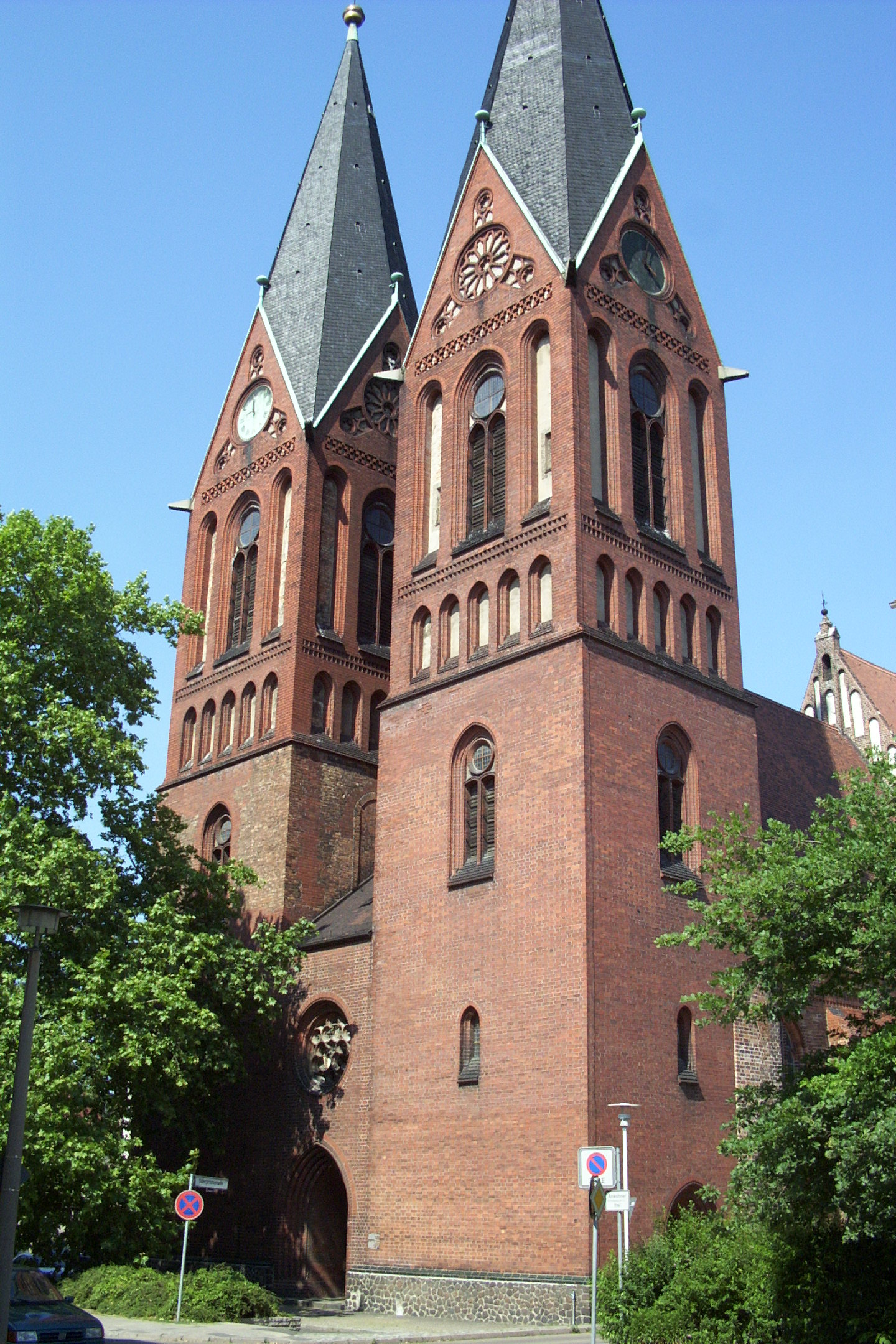
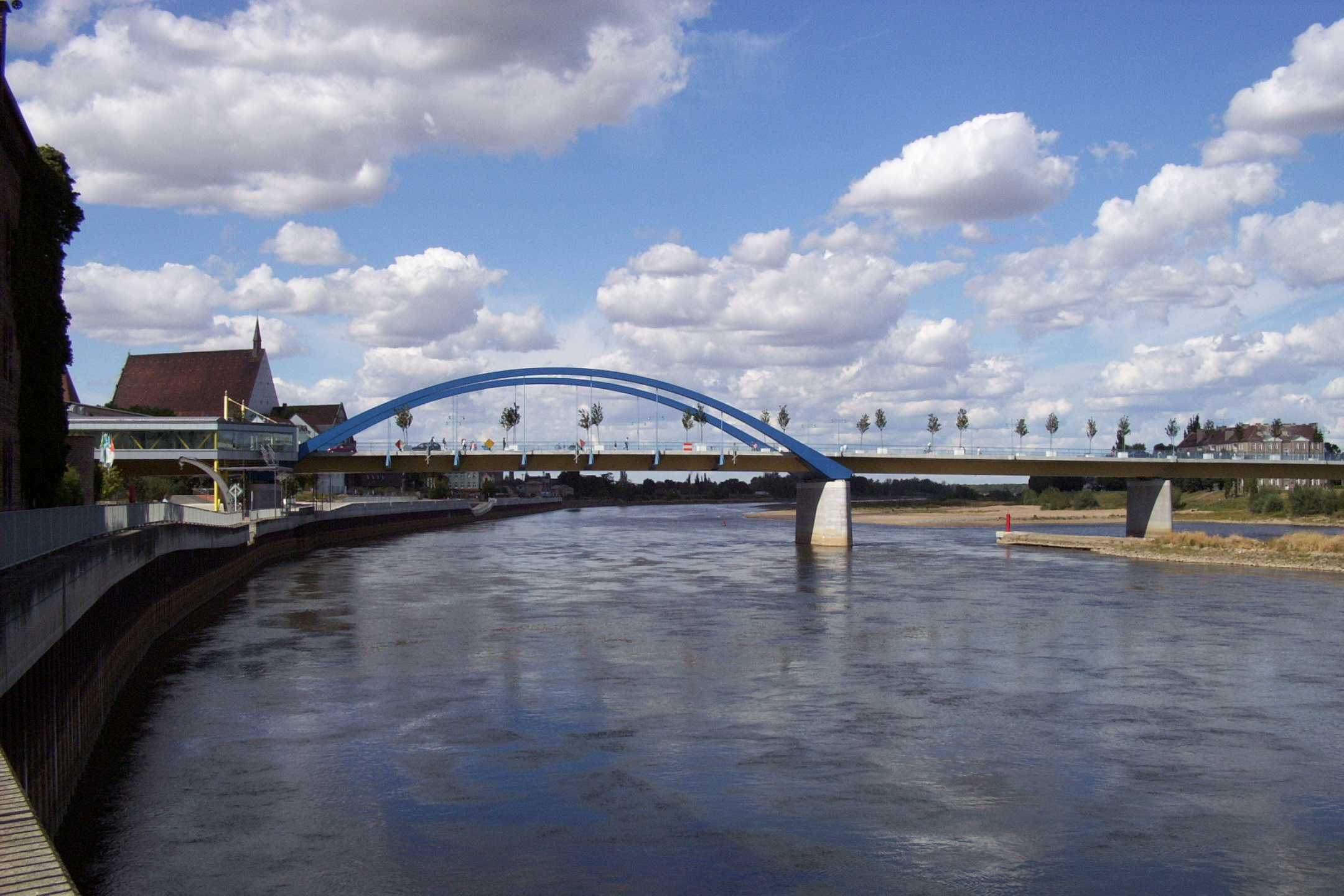
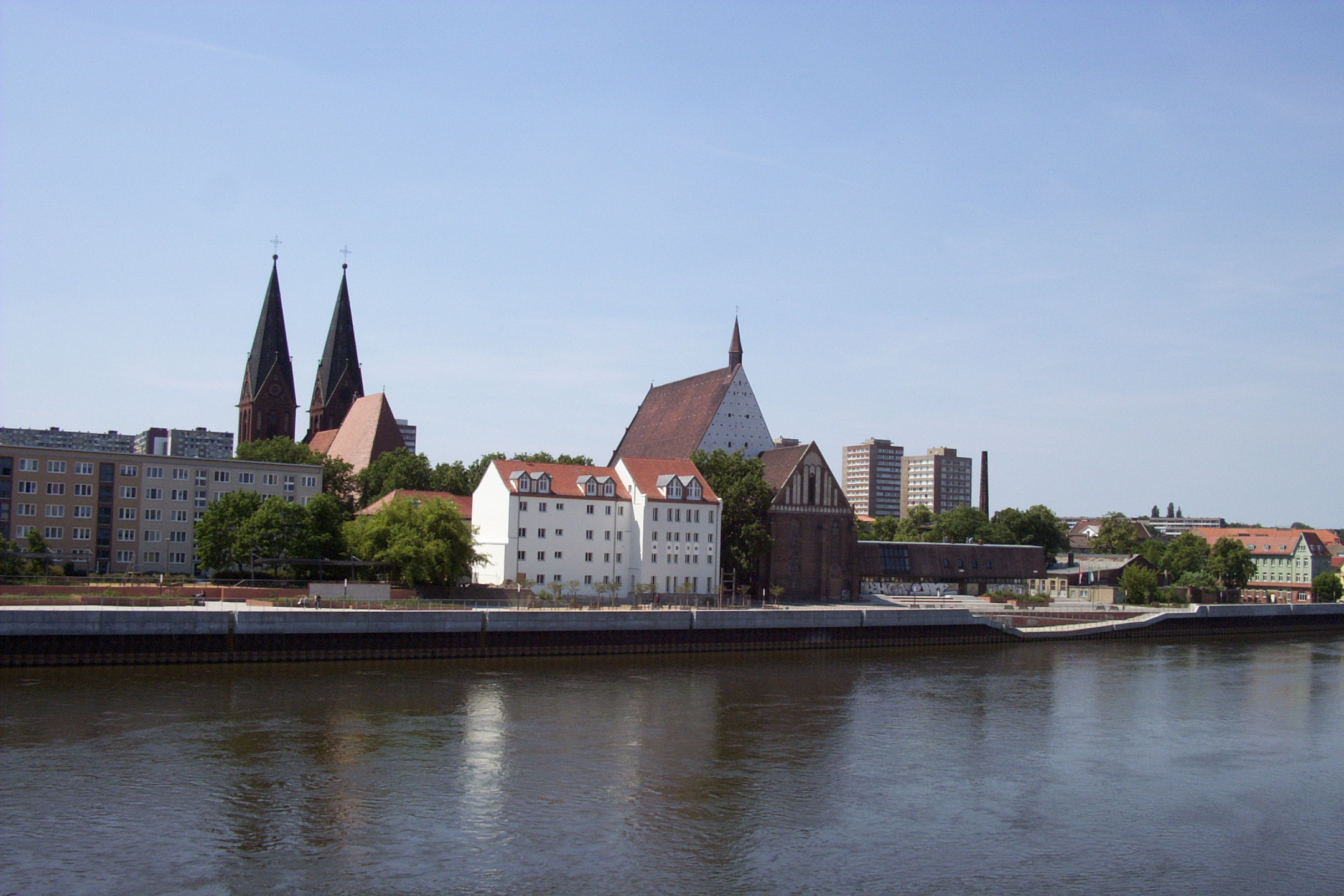
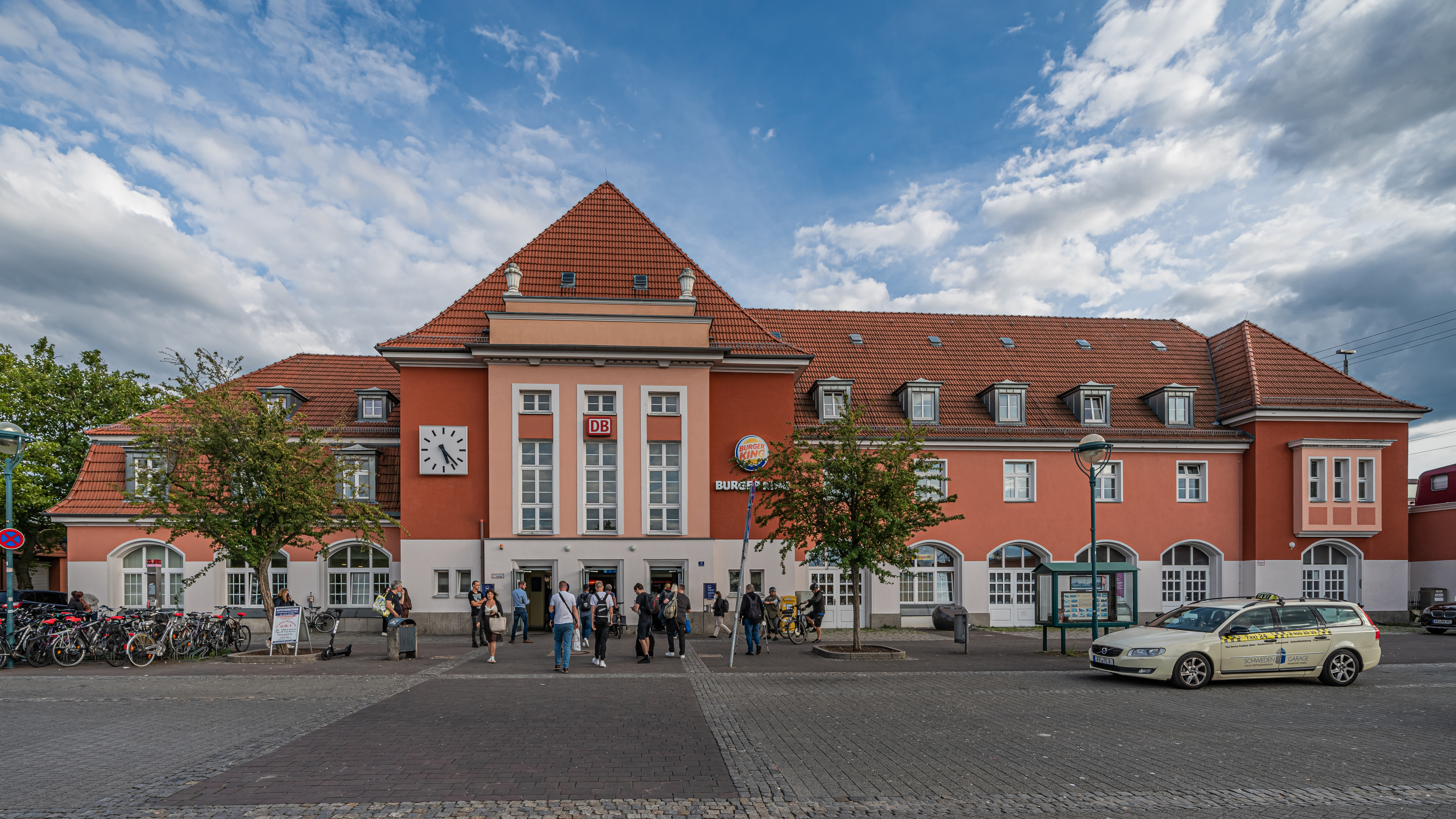
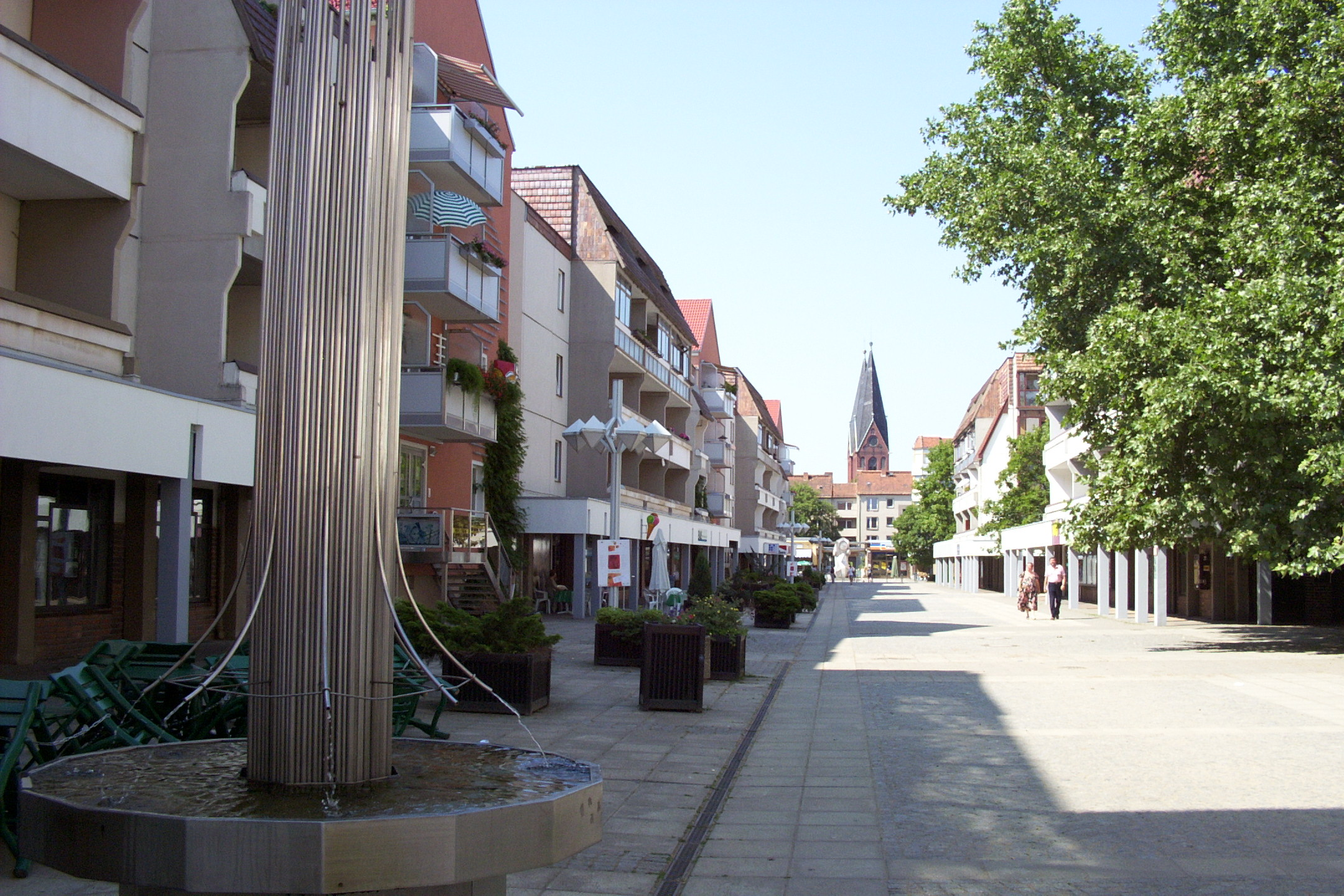
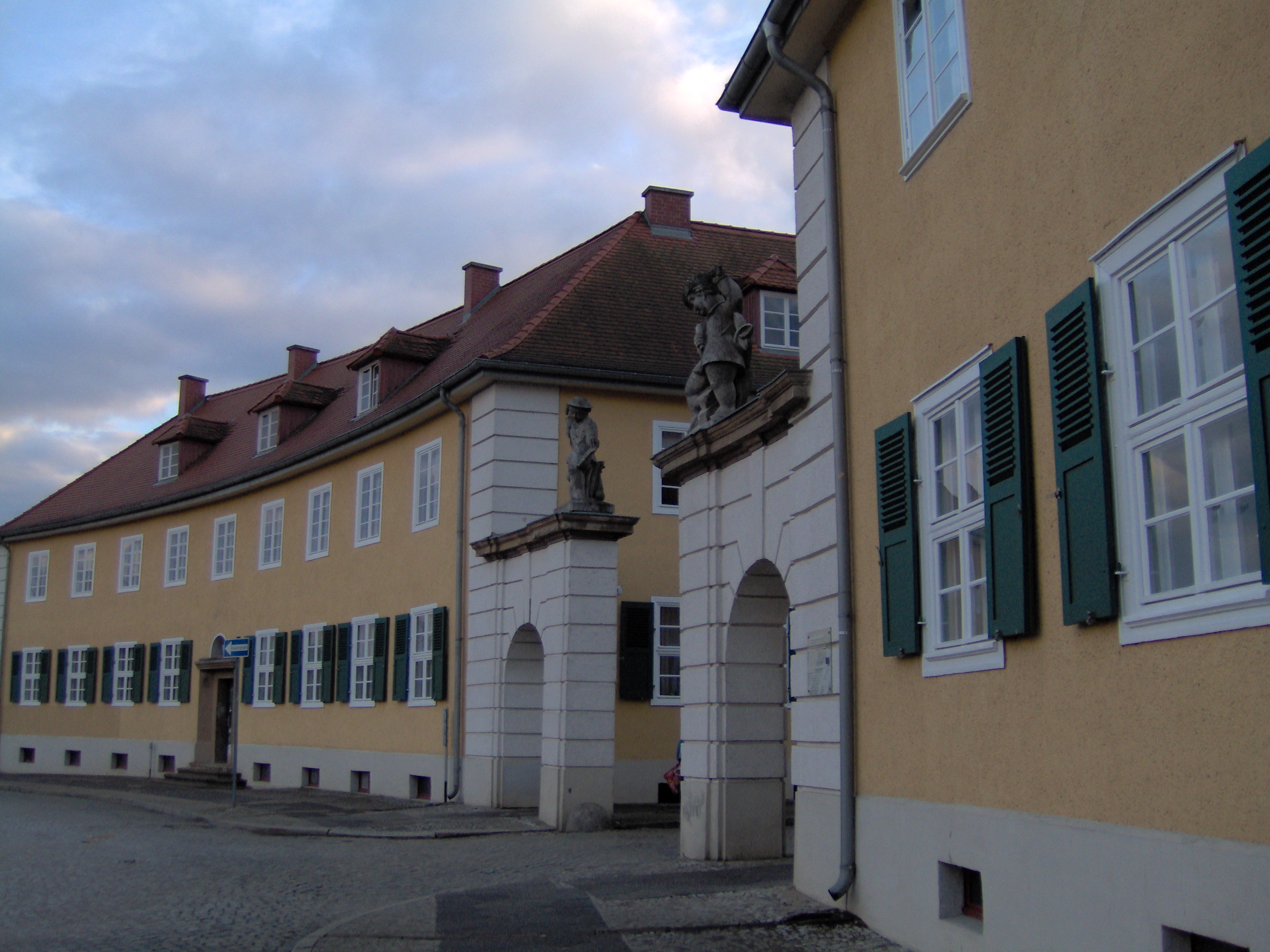
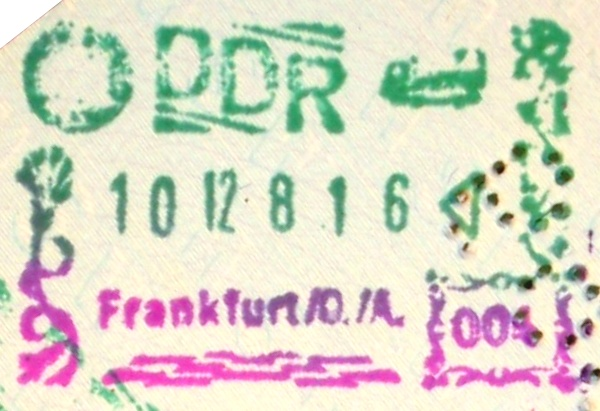
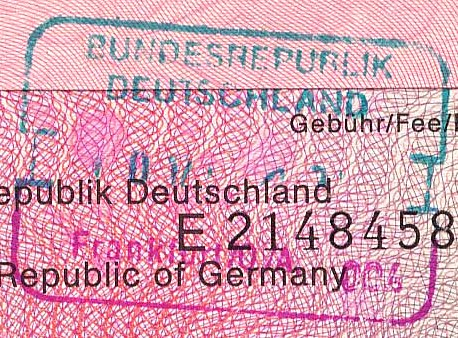
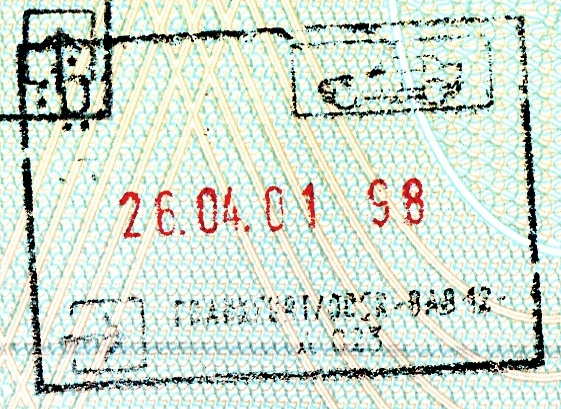
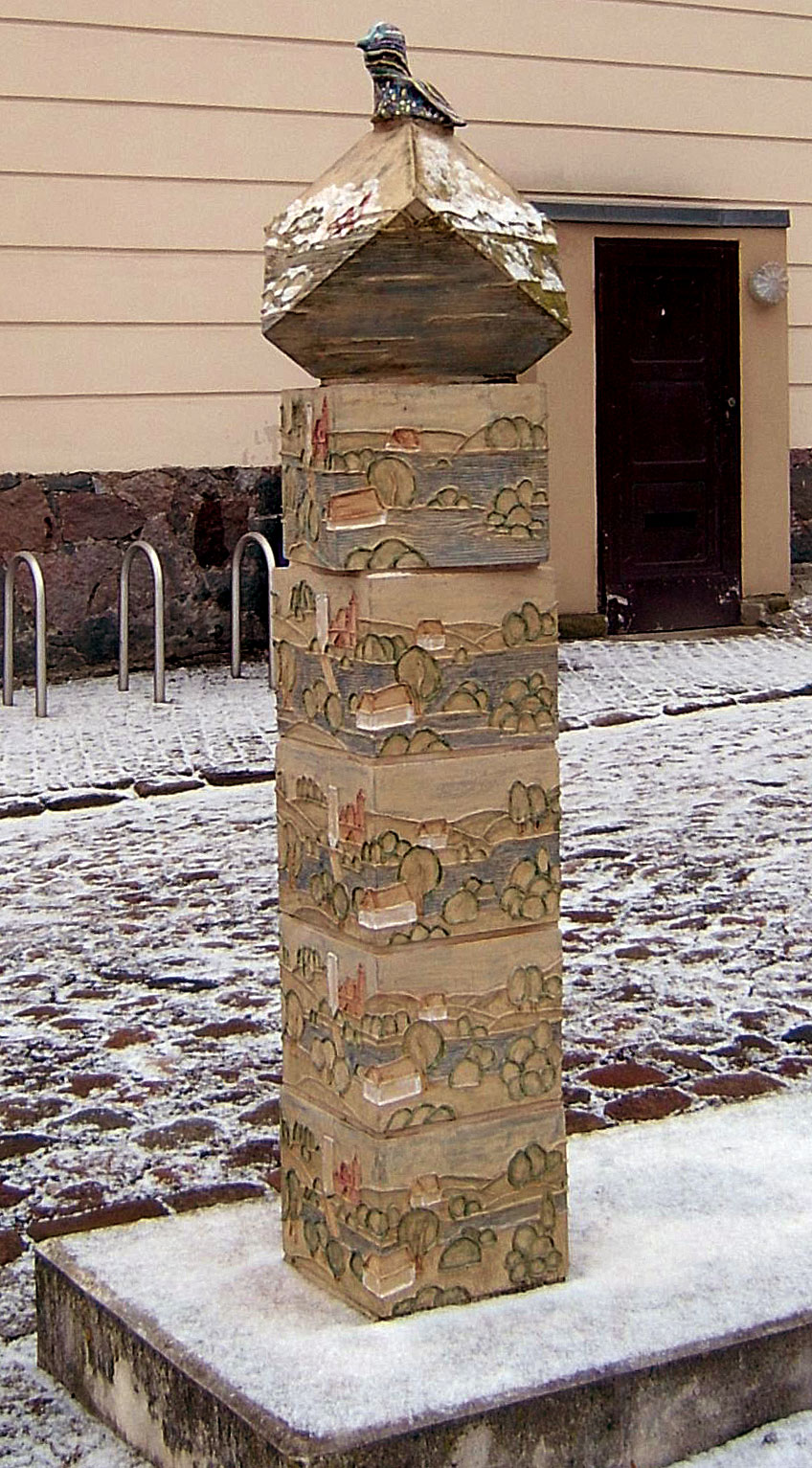

## أعلام
- فريدريك إرنست شيلر
- برنارد كريستيان اوتو
- هيرمان فاينغارتنر
- ماري بيترسن
- أولريتش باير
- كارل أوقست فون بيرجن
- فريدريك لوفلر
- انطون فيرنر
- هاينريش فون كلايست
- مانويلا شفسيغ

## وصلات خارجية
- The City of Frankfurt (Oder) has a website (available in English translation as well as in اللغة الألمانية and in اللغة البولندية) with some limited commerce and cultural information.
- Slubice.pl - official site of Frankfurt's border town Słubice
- Frankfurt.pl نسخة محفوظة 25 سبتمبر 2017 على موقع واي باك مشين. & Slubice.de - a student project
- Tram-ff.de
- "Frankfort-on-the-Oder" . The American Cyclopædia. 1879. {{استشهاد بموسوعة}}: يحتوي الاستشهاد على وسيط غير معروف وفارغs: |1= و|coauthors= (مساعدة)
- "Frankfort-on-the-Oder" . Collier's New Encyclopedia. 1921. {{استشهاد بموسوعة}}: يحتوي الاستشهاد على وسيط غير معروف وفارغs: |HIDE_PARAMETER4=، |HIDE_PARAMETER2=، |HIDE_PARAMETER8=، |HIDE_PARAMETER5=، |HIDE_PARAMETER7=، |HIDE_PARAMETER10=، |HIDE_PARAMETER6=، |HIDE_PARAMETER9=، |HIDE_PARAMETER1=، و|HIDE_PARAMETER3= (مساعدة)
- Frankfort a.d.O. Notgeld (emergency banknotes)

- الموقع الرسمي